# Naya Rivera
Naya Marie Rivera (Santa Clarita, 12 januari 1987 – Lake Piru, 8 juli 2020) was een Amerikaans actrice en zangeres. Ze was onder meer bekend van haar vertolking van de rol van Santana Lopez in de televisieserie Glee.

## Biografie

### Beginjaren
Naya Rivera groeide op in Valencia, Santa Clarita (Californië) en woonde het grootste deel van haar leven in Los Angeles. Toen ze slechts acht of negen maanden oud was kwam ze terecht bij hetzelfde talentenbureau waar haar moeder, die naar Los Angeles gekomen was voor modellenwerk, ook stond ingeschreven.
Toen ze vijftien jaar oud was begon ze met het schrijven van haar eigen nummers.

### Privéleven
Naya Rivera was half Puerto Ricaans, voor een kwart Duits en voor een kwart Afro-Amerikaans. Ze was de oudste van drie kinderen. Haar jongere broer Mychal is professioneel Americanfootballspeler en haar jongere zus Nickayla werkt als model. Rivera was een fanatiek lezer en besteedde veel tijd aan vrijwilligerswerk bij verscheidene vrijwilligersorganisaties. Muziek was echter haar grootste passie. Rivera was ook in het echte leven beste vriendinnen met Glee-medespeelster Heather Morris. De twee hadden een behoorlijke fanschare opgebouwd.
Rivera begon in april 2013 te daten met rapper Big Sean. Ze kondigden in oktober 2013 hun verloving aan. Op 9 februari 2014 maakte Big Sean echter bekend dat de verloving verbroken was. Rivera trouwde daarop in 2014 met acteur Ryan Dorsey. Ze kregen samen één zoon. In 2016 vroeg Rivera een scheiding aan, maar trok deze vervolgens terug. In 2017 vroeg ze nogmaals een scheiding aan. In 2018 was de scheiding rond.
Op 8 juli 2020 werd Rivera als vermist opgegeven toen zij tijdens een boottocht met haar vierjarige zoon een duik had genomen in Lake Piru (Ventura County, Californië). Vijf dagen later werd haar lichaam gevonden.

## Carrière
Als baby verscheen Naya Rivera in reclamespotjes van het Amerikaanse warenhuis Kmart. In 1991, toen vier jaar oud, speelde ze 'Hillary Winston' in de door Eddie Murphy geproduceerde sitcom The Royal Family. Tussen 1992 en 2002 kreeg ze een aantal kleine rollen in series als The Fresh Prince of Bel-Air, Family Matters, Live Shot, Baywatch, Smart Guy, House Blend, Even Stevens, The Master of Disguise, The Bernie Mac Show, 8 Simple Rules en CSI: Miami. In 2002 verscheen ze ook in de videoclip van het nummer 'Why I Love You' van de r&b-band B2K. Ook speelde ze in de serie Devious Maids als Blanca Alvarez.

### Glee
In 2009 werd Naya Rivera gecast voor de rol van cheerleader Santana Lopez in Glee, een musicalkomedie van Fox.
Ze werd geïntroduceerd als sidekick van hoofdcheerleader Quinn Fabray (gespeeld door Dianna Agron) en stond al snel bekend als misschien wel het gemeenste lid van de Cheerios, die met haar woorden alleen al rake klappen wist uit te delen, maar in de loop van seizoen 3 accepteert ook zij iedereen en zichzelf. Zo wordt ook zij deel van de Glee-club-familie. Aan het begin van seizoen 3 geeft Santana toe dat ze lesbisch is. Haar relatie met Brittany S. Pierce wordt geaccepteerd door vrijwel iedereen, behalve Santana's oma. Brittany en de rest van de Glee-club steunen haar in alles wat zij doormaakt.
Rivera deed auditie voor de televisieserie, omdat ze zo de kans zou krijgen zowel te zingen en te dansen als te acteren en omdat ze een groot liefhebber was van mederegisseur Ryan Murphy's eerdere televisieserie Nip/Tuck.
Rivera beweert gebruik te hebben gemaakt van haar eigen ervaringen als impopulaire tiener op de middelbare school om zich op haar rol voor te bereiden. Zelf omschrijft ze Santana Lopez als "de typische 'high school'-cheerleader" en als "gemeen, maar erg geestig en gevat". Vooral de gevatte oneliners die ze naar iedereens hoofd slingert, vormen een van de redenen waarom Rivera het leuk vindt haar rol te spelen. Ook houdt ze ervan dat Santana koppig en strijdlustig is.
Rivera kreeg lof voor haar vertolking van Santana, vooral tijdens het tweede seizoen, waarin Santana meer, diepere en grotere verhaallijnen krijgt. Ook ontving ze veel positieve reacties op haar vocale prestaties in een groot aantal liedjes in Glee.

## Filmografie
- Biblioteca Nacional de España: XX5599478
- Bibliothèque nationale de France: cb169794844 (data)
- Gemeinsame Normdatei: 1208207997
- International Standard Name Identifier: 0000 0001 3935 8198
- Library of Congress Control Number: no2011150098
- MusicBrainz: 1e2c7f08-f996-4c6d-8706-9234662618da
- Virtual International Authority File: 183797981
- WorldCat: E39PBJckPYXm7VwCmhVkDBKw4q